# Troy Davis
Troy Anthony Davis (9 de outubro de 1968 – 21 de setembro de 2011) foi um afro-americano condenado e executado pelo assassinato do policial Mark MacPhail em 19 de agosto de 1989 em Savannah, Georgia. MacPhail trabalhava como segurança num restaurante da franquia Burger King quando interveio para defender um homem que estava sendo assaltado num estacionamento. Durante o julgamento de Davis, em 1991, sete testemunhas disseram terem visto ele atirar em MacPhail, enquanto duas outras testemunharam que Davis havia confessado o assassinato a elas. Apesar da arma do crime nunca ter sido encontrado, evidências balísticas apresentadas no julgamento relacionavam as balas encontradas na cena do crime com outras, de um outro tiroteio, no qual Davis teria participado. Ele foi condenado pelo assassinato e foi sentenciado à morte em agosto de 1991.
Davis se declarou inocente no julgamento e manteve tal posição até o dia de sua execução. A família de MacPhail, no entanto, se recusava a acreditar na inocência do condenado. Nos vinte anos entre sua condenação e sua execução, Davis e os defensores dele garantiram apoio da sociedade, de celebridades e de grupos de defesa dos direitos humanos. A Anistia Internacional, a União Europeia e a NAACP acolheram a causa de Davis. Líderes, artistas e políticos proeminentes, tais como Jimmy Carter, Al Sharpton, Susan Sarandon, Papa Bento XVI, Desmond Tutu e Bob Barr defenderam a concessão de um novo julgamento a Davis. A execução dele foi marcada para julho de 2007 e, depois, adiada para setembro de 2008 e outubro de 2008, mas cada uma dessas datas acabaram sendo adiadas por decisão judicial.
Em 2009, a Suprema Corte dos Estados Unidos ordenou a Corte Distrital do Sul da Geórgia a considerar novas evidências que poderiam estabelecer a inocência do condenado. A defesa de Davis apresentou uma declaração juramentada de sete das nove testemunhas do julgamento original mudando ou retratando seu testemunho anterior de que Davis era o assassino. Algumas delas disseram que foram coagidas pela polícia para testemunhar contra o condenado. Outras disseram que o assassino era Sylvester "Redd" Coles, uma das testemunhas da acusação no julgamento de 1991. As testemunhas apresentadas pelo estado, incluindo os detetives da polícia e os promotores do primeiro julgamento, descreveram uma cuidadosa investigação do crime, sem qualquer coerção por parte da polícia. As evidências de que Coles teria confessado o assassinato foram excluídas como boato, uma vez que ele não foi intimado pela defesa para refutar as acusações. Em agosto de 2010, a Corte decidiu confirmar a sentença de Davis, afirmando que várias das declarações juramentadas não consistiam retratações por completo. Apelações subsequentes, inclusive à Suprema Corte, foram rejeitadas, e uma nova data de execução foi marcada para 21 de setembro de 2011. Quase um milhão de pessoas assinaram petições pedindo ao Conselho de Indultos e Liberdade Condicional da Geórgia que concedesse clemência a Davis. O Conselho negou a clemência e, em 21 de setembro, se recusou a reconsiderar sua decisão. Depois que um apelo de última hora à Suprema Corte foi negado, a execução de Davis, por injeção letal foi realizada em 21 de setembro de 2011.